# Bukowina (Nisko)
Pour les articles homonymes, voir Bukowina.
Bukowina est une localité polonaise de la gmina d'Ulanów, située dans le powiat de Nisko en voïvodie des Basses-Carpates.